# Cryptopygus campbellensis
Cryptopygus campbellensis är en urinsektsart som beskrevs av Wise 1964. Cryptopygus campbellensis ingår i släktet Cryptopygus och familjen Isotomidae. Inga underarter finns listade i Catalogue of Life.